# Acrolyta discrepa
Acrolyta discrepa är en stekelart som beskrevs av Setsuya Momoi 1970. Acrolyta discrepa ingår i släktet Acrolyta och familjen brokparasitsteklar. Inga underarter finns listade i Catalogue of Life.